# Motograter (álbum)
Motograter Es el álbum debut de la banda de nu metal Motograter lanzado el 24 de junio de 2003. A pesar de que el álbum tiene un total de 22 pistas, la mitad de ellas son pistas cortas, estáticas, las cuales sus nombres son los de las otras pistas invertidas. Por ejemplo, "Eman On" es una versión invertida de "No Name", la cual sirve de intro, y un mensaje claramente puede ser oído en los últimos 5 segundos, así con cada pista. Este es el único álbum donde participa Ivan "Ghost" Moody como vocalista, así como todos los otros miembros de banda con la excepción de Matt "Nuke" Nunes.

## Lista de canciones
Todas las canciones escritas y compuestas por Motograter, except where noted. 
| N.º | Título       | Duración |  |
| 1.  | «Etacoffus»  | 0:15     |  |
| 2.  | «Suffocate»  | 3:00     |  |
| 3.  | «Nwod»       | 0:30     |  |
| 4.  | «Down»       | 3:29     |  |
| 5.  | «Seicehporp» | 0:13     |  |
| 6.  | «Prophecies» | 2:50     |  |
| 7.  | «Gnorw»      | 0:21     |  |
| 8.  | «Wrong»      | 3:43     |  |
| 9.  | «Eman On»    | 0:18     |  |
| 10. | «No Name»    | 3:14     |  |
| 11. | «Espalloc»   | 0:17     |  |
| 12. | «Collapse»   | 2:58     |  |
| 13. | «Ngised Wen» | 0:33     |  |
| 14. | «New Design» | 4:14     |  |
| 15. | «Der»        | 0:31     |  |
| 16. | «Red»        | 3:46     |  |
| 17. | «Ynitum»     | 0:26     |  |
| 18. | «Mutiny»     | 2:58     |  |
| 19. | «Kcab Teg»   | 0:17     |  |
| 20. | «Get Back»   | 3:24     |  |
| 21. | «Thgif»      | 0:22     |  |
| 22. | «Fight»      | 7:44     |  |

## Aparición en otros medios
- "Down" aparece en el videojuego NASCAR Trueno 2004.
- "Suffocate" aparece como banda sonora en La Masacre De Texas (2003)
- "New Design" se usó en WWE Estudios' largometraje La Manía de WrestleMania, filmó encima ubicación en WrestleMania XIX en 2003.

## Personal
- Ivan "Ghost" Moody - voz
- Mate "Nuke" Nunes - guitarras
- Bruce "Grater" Butler - motograter
- Chris "Crispy" Binns - tambores
- Joey "Smur" Krzywonski - percusión
- Zak "The Waz" Ward - voz de respaldo/teclados/electrónica